# Jo Woo-ri
Joo Woo-ri (nascida em 29 de março de 1992) é uma atriz sul-coreana. Ela estrelou nas séries de televisão, como em Medical Top Team (2013), Modern Farmer (2014), A Daughter Just Like You (2015), Descendentes do Sol (2016) e Minha Identidade é Beleza de Gangnam (2018).

## Filmografia

### Séries de televisão
| Ano       | Título                                            | Função               | Rede                | Ref.   |
| --------- | ------------------------------------------------- | -------------------- | ------------------- | ------ |
| 2011      | Real School                                       | Seo Kyung-jong       | MBC Every 1         |        |
| 2012      | Drama Especial - O momento mais brilhante da vida | Amigo de Se-yeon     | KBS2                | [ 1 ]  |
| 2012      | Can Love Become Money                             | Young Yoon Da-ran    | MBN                 | [ 2 ]  |
| 2012      | Especial de Drama - Criminoso Amigável            | Young Yeong-hwa      | KBS2                | [ 3 ]  |
| 2012      | Jeon Woo-chi                                      | Sol-mi               | KBS2                |        |
| 2013      | Drama Especial - Sirius                           | So-ri                | KBS2                | [ 4 ]  |
| 2013      | Pure Love                                         | Go Da-bi             | KBS2                | [ 5 ]  |
| 2013      | Equipe Médica Top                                 | Yeo Min-Ji           | MBC                 | [ 6 ]  |
| 2014      | Fazendeiro Moderno                                | Hwang I-ji           | SBS                 | [ 7 ]  |
| 2015      | Uma filha como você                               | Então Jeong-i        | MBC                 | [ 8 ]  |
| 2016      | Descendentes do Sol                               | Jang Hee-eun         | KBS2                | [ 9 ]  |
| 2017      | Bruxa na corte                                    | Jin Yeon-hee         | KBS2                | [ 10 ] |
| 2017      | Dois policiais                                    | Min-ah               | MBC                 | [ 11 ] |
| 2018      | Rainha do Mistério 2                              | Yoon Mi-joo          | KBS2                | [ 12 ] |
| 2018      | Risos em Waikiki                                  | Kim Seon-woo (Cameo) | JTBC                | [ 13 ] |
| 2018      | Minha Identidade é Beleza de Gngnam               | Hyun Soo-ah          | JTBC                | [ 14 ] |
| 2018      | Life on Mars                                      | Jung-hee (Cameo)     | OCN                 | [ 15 ] |
| 2019      | Will Be Okay, Never Die                           | Oh Min Joo           | Youtube Beautiology | [ 16 ] |
| 2019-2020 | Beautiful Love, Wonderful Life                    | Moon Hae-rang        | KBS2                | [ 17 ] |
| 2020      | Men are Men                                       | Han Seo-yoon         | KBS2                | [ 18 ] |

## Prêmios e indicações
| Ano           | Prêmio                                             | Categoria             | Trabalho nomeado                     | Resultado | Ref.          |
| ------------- | -------------------------------------------------- | --------------------- | ------------------------------------ | --------- | ------------- |
| 2018          | 11º Prêmio de Drama da Coreia                      | Prêmio Estrela do Ano | Minha Identidade é Beleza de Gangnam | Ganhou    | [ 19 ] [ 20 ] |
| 2018          | \| [19][20] \| Prêmios da Primeira Marca da Coreia | Prêmio de Atriz       | N/A                                  | Ganhou    | [ 21 ]        |
| 2018          | KBS Drama Awards                                   | Melhor Nova Atriz     | Rainha do Mistério 2                 | Nomeada   |               |
| [ 19 ] [ 20 ] |                                                    |                       |                                      |           |               |